# Andrzej Bieluń
Andrzej Bieluń (ur. 8 kwietnia 1946 w Gdyni, zaginął 24 grudnia 1983 w Himalajach) – polski wspinacz, himalaista i taternik, speleolog. Był jednym z założycieli i działaczy Speleoklubu Morskiego Polskiego Towarzystwa Turystyczno-Krajoznawczego.
Uczestniczył w wyprawie w Pamir, gdzie w 1978 r. wszedł na Szczyt Lenina (7134 m). W 1979 r. brał udział w pierwszym wejściu północno-zachodnią granią na Rakaposhi (7788 m), następnie w 1980 r. uczestniczył w pierwszym wejściu na Distaghil Sar Wschodni (7700 m) oraz Yazghil Dome (7440 m).
W 1983 r. brał udział w pierwszym wejściu zimą na szczyt Api (7132 m) w Himalajach w wyprawie pod kierownictwem Tadeusza Piotrowskiego. Zdobył szczyt w nocy z 24 na 25 grudnia, szedł jako pierwszy (szybciej o 1–2 godziny od reszty grupy); podczas schodzenia zaginął w zawiei śnieżnej.
8 kwietnia 1984 r. jego listy z ostatniej wyprawy zostały opublikowane  w „Przekroju”, zatytułowane Śmierć na Api.